# Шотландский механизм
Шотландский механизм, или треугольный шатун, (англ. Scotch yoke) — это механизм, предназначенный для преобразования прямолинейного движения ползуна во вращательное движение и наоборот. Поршень или другая деталь, совершающая возвратно-поступательное движение, непосредственно соединён со скользящим штырём, вставленным в паз, вынуждающий его совершать вращательное движение. Кривая зависимости смещения поршня от времени является идеальной синусоидой, если штырь вращается с постоянной угловой скоростью.

## Преимущества
Преимущества данного механизма в сравнении с обычными кривошипно-шатунными механизмами таковы:
- Меньшее количество подвижных деталей, что при прочих равных условиях снижает потери на трение и увеличивает надёжность.
- Более плавное (синусоидальное) движение.
- Бо́льшая доля времени, проводимого в верхней мёртвой точке, что улучшает теоретический КПД двигателя, хотя практически важного значения от этого не обнаруживается[1].

## Недостатки
- Быстрый износ паза, в который вставлен штырь, что обусловлено трением скольжения и большим давлением в месте контакта трущихся пар.
- При использовании в двигателях внутреннего сгорания — повышенные потери тепла во время возгорания топлива из-за более продолжительного нахождения в верхней мёртвой точке, сводящего на нет любые преимущества от постоянства объёма при сжигании топлива в реальных двигателях[1].
- Меньшая доля времени, проводимого в нижней мёртвой точке, что снижает время выпуска для двухтактных двигателей в сравнении с обычным механизмом, состоящим из коленчатого вала и поршня.

## Применение
Это устройство в основном используется в приводах клапанов на нефте- и газопроводах высокого давления.
Также данный механизм используется в различных видах двигателей внутреннего сгорания, например, в двигателе Бурка, автомобильном двигателе SyTech, в паровых двигателях и электролобзиках.